# Christian Taylor (sceneggiatore)
Christian M. Taylor (Londra, 17 luglio 1968) è uno sceneggiatore, regista e produttore televisivo britannico.

## Biografia
Nel 1992 scrive e dirige il cortometraggio The Lady in Waiting, come tesi alla New York University, vincendo la medaglia d'oro agli Student Academy Awards e ottenendo una candidatura ai premi Oscar 1993 al miglior cortometraggio.
Nel 2001 inizia a lavorare per la serie televisiva Six Feet Under, come sceneggiatore e produttore. Per il suo lavoro in Six Feet Under ottiene diversi riconoscimenti, tra cui una candidatura ai Writers Guild of America Awards e agli Emmy Awards. Nel 2002 scrive e dirige assieme a Lindy Heymann il suo primo lungometraggio intitolato Showboy. Il film ha vinto il Douglas Hickox Award ai British Independent Film Awards 2002 e il premio per il miglior film al Film festival internazionale di Milano.
Dopo aver lavorato per la serie televisiva Miracles, dal 2004 è stato sceneggiatore e produttore supervisivo di Lost. Taylor e il team di sceneggiatori hanno vinto Writers Guild of America Awards per la miglior serie drammatica.
Assieme a Allan Loeb, Taylor è co-creatore della serie televisiva di breve vita New Amsterdam, andata in onda nel 2008 su Fox. L'anno seguente scrive per MTV la miniserie Valemont. Negli anni successivi ha lavorato come sceneggiatore per la serie animata Star Wars: The Clone Wars e come sceneggiatore e produttore per la serie Teen Wolf.
Assieme a Bob Garrett, ha scritto un musical teatrale interamente basato sul repertorio del duo musicale Hall & Oates.
Nel 2015 è creatore e produttore esecutivo della serie televisiva di MTV Eye Candy.

## Filmografia parziale

### Sceneggiatore
- The Lady in Waiting (1992) - cortometraggio
- Six Feet Under – serie TV, 3 episodi (2001-2002)
- Showboy (2002)
- Miracles – serie TV, 2 episodi (2003)
- Lost – serie TV, 1 episodio (2004)
- New Amsterdam – serie TV, 8 episodi (2008)
- Valemont – miniserie TV (2009)
- The Adventurer - Il mistero dello scrigno di Mida (The Adventurer: The Curse of the Midas Box) (2013)
- Teen Wolf – serie TV, 3 episodi (2013-2014)
- Star Wars: The Clone Wars – serie TV, 15 episodi (2011-2014)
- Eye Candy – serie TV, 10 episodi (2015)
- Luke Cage – serie TV, 2 episodi (2016)
- Resident Alien - serie TV, episodi 1x08 e 2x10 (2021-2022)

### Regista
- The Lady in Waiting (1992) - cortometraggio
- Showboy (2002)
- Teen Wolf – serie TV, 3 episodi (2013-2014)

### Produttore
- Six Feet Under – serie TV, 8 episodi (2001-2002)
- Showboy (2002)
- Miracles – serie TV, 12 episodi (2003)
- Lost – serie TV, 11 episodi (2004-2005)
- Teen Wolf – serie TV, 27 episodi (2012-2014)
- Eye Candy – serie TV, 10 episodi (2015)
- Luke Cage – serie TV, 13 episodi (2016)

### Attore
- Showboy (2002)
- Teen Wolf – serie TV, 2 episodi (2012-2013)